# Psammocythere hawaiiensis
Psammocythere hawaiiensis is een mosselkreeftjessoort uit de familie van de Psammocytheridae. De wetenschappelijke naam van de soort is voor het eerst geldig gepubliceerd in 1991 door Hartmann.